# Oxycnemis mexicana
Oxycnemis mexicana är en fjärilsart som beskrevs av Dyar 1912. Oxycnemis mexicana ingår i släktet Oxycnemis och familjen nattflyn. Inga underarter finns listade i Catalogue of Life.